# Iriéfla
Iriéfla  è una città e sottoprefettura della Costa d'Avorio appartenente al dipartimento di Gohitafla. Conta una popolazione di 6 229 abitanti (censimento 2014).